# Папанино
Папа́нино (рос. Папанино, марій. Папанин) — присілок у складі Моркинського району Марій Ел, Росія. Входить до складу Октябрського сільського поселення.

## Населення
Населення — 2 особи (2010; 7 у 2002).
Національний склад (станом на 2002 рік):
- лучні марійці — 100 %